# Саитова, Гульнара Юсуповна
Гульнара Юсуповна Саитова (каз. Гүлнар Юсупқызы Саитова, род. 10 июня 1952, Шелек, Казахская ССР, СССР) — казахстанская актриса. Заслуженная артистка Казахстана (1995). Кандидат искусствоведения (1995). 

## Биография
Родилась 10 июня 1952 года в селе Шелек, Казахская ССР, в семье уйгурского музыканта Юсупа Саитова. 
Обучалась в Алматинском хореографическом училище, Эстрадно-цирковой студии им. Ж. Елебекова КазГИТИК имени Т.К.Жургенова.
С 1971 года работает артисткой балета Государственного республиканского уйгурского театра музыкальной комедии имени К.Кожамьярова.
С 1991 года работает преподавателем уйгурского танца в национальных школах города Алматы.
Ставила танцы народов Востока (узбекские, таджикские, арабские, азербайджанские, турецкие, сирийские и др.) в ГАТ «Салтанат», «Алтынай», Театре танца «Наз», Эстрадно-молодежном ансамбле «Гульдер», а также в народных ансамблях «Кокшетау», «16 қыз», «Айша Биби», «Арай», «Шолпан», «Акку» и других. Подготовила народные ансамбли «Арзу», «Шатлык» и «Тоғыз бұлақ» к участию в международных фестивалях европейских стран, таких как Зелена-Гура (1988), Краков (1989) и других. Также неоднократно проводила мастер-классы по восточному танцу в Центральноазиатской федерации восточного танца, Международных фестивалях детского творчества «Бозторғай» и «Ғунча», Сеульском университете культуры и спорта, Римской академии хореографии и других.
Является автором учебников «Теория и методика преподавания восточного танца», «Шығыс биін оқытудың териясы мен әдістемесі».
Работает в Казахской национальной академии хореографии.

## Награды
- Почетная грамота Верховного Совета Казахской ССР (1985)
- Заслуженная артистка Казахстана (1995)
- Лауреат премии «Ильхам» Общественного уйгурского клуба меценатов (2002)
- «Лучший преподаватель-2020»[2]
- «Лучший педагог СНГ-2022»
- «Ерен еңбегі үшін» (2022)
- «Сахавәт» (2022)[1]